# Вольф 1061
Вольф 1061 (HIP 80824 или V2306 Змееносца) — красный карлик спектрального класса M в созвездии Змееносца. Находится на расстоянии 13,8 световых лет от Солнца. Это одна из ближайших к нам звёзд. У звезды обнаружена планетная система, при этом одна из планет по своим характеристикам считается потенциально обитаемой.

## Характеристики
Вольф 1061 — тусклая звезда 10 величины, не видимая невооружённым глазом. Это холодный красный карлик, имеющий массу, равную 26 % массы Солнца. Вольф 1061 является переменной звездой, относящейся к типу звёзд BY Дракона.

## Планетная система
| Название планеты | Масса (MJ)        | Период обращения (дней) | Большая полуось орбиты (а. е.) | Эксцентриситет орбиты |
| ---------------- | ----------------- | ----------------------- | ------------------------------ | --------------------- |
| Вольф 1061 b     | 0,00428 ± 0,00072 | 4,8876 ± 0,0014         | 0,035509 ± 0,000007            | 0                     |
| Вольф 1061 c     | 0,0134 ± 0,012    | 17,867 ± 0,011          | 0,08427 ± 0,00004              | 0,19 ± 0,13           |
| Вольф 1061 d     | 0,0164 ± 0,0021   | 67,27 ± 0,12            | 0,2039 ± 0,0002                | 0,32 ± 0,16           |

Всего у звезды Вольф 1061 (GJ 628) обнаружены три планеты b, c и d с периодами обращения 4,9, 17,9 и 67,2 земных дней соответственно. Первая планета (Вольф 1061 b) по массе сравнима с Землей (1,4, массы нашей планеты) и расположена очень близко к звезде. Третья (Вольф 1061 d) находится у дальней границы обитаемой зоны и массивнее Земли в 5,2 раза
.
Вольф 1061 c или WL 1061 c — вторая планета от звезды, и она имеет орбитальный период в 17,9 земных дня. Она классифицируется как суперземля, и более массивна чем Земля в 4,3 раза. Вольф 1061 c признаётся планетой с условиями позволяющими поддерживать на ней жизнь, и считается обладающей каменистой поверхностью и, возможно, жидкой водой. Планета находится в обитаемой зоне звезды Вольф 1061, которая значительно холоднее Солнца. В астрономических масштабах, система Вольф 1061 находится сравнительно близко к нашей — в 13,8 св. лет. Это делает её ближайшей к нам потенциально обитаемой планетой, что привлекает много внимания астрономов. Планета Вольф 1061 c (GJ 628 c) треть времени орбитального периода находится в зоне обитаемости, планета Вольф 1061 d (GJ 628 d) по уточнённым данным имеет m·sin(i) = 7,7 M⊕, период обращения вокруг материнской звезды 217,21 суток, эксцентриситет орбиты 0,55 и 90 % времени находится далеко от родного светила.